# Højslev Stationsby
Højslev Stationsby is een plaats in de Deense regio Midden-Jutland, gemeente Skive. De plaats telt 2657 inwoners (2008).